# Haliclona onomichiensis
Haliclona onomichiensis är en svampdjursart som beskrevs av Kazuo Hoshino 1981. Haliclona onomichiensis ingår i släktet Haliclona och familjen Chalinidae. Inga underarter finns listade i Catalogue of Life.